# 山田いずみ
山田 いずみ（やまだ いずみ、1978年8月28日 - ）は、北海道札幌市西区出身の元女子スキージャンプ選手。日本女子ジャンプのパイオニア的存在のひとり。ジャンプ女子日本代表のコーチを務め、高梨沙羅のパーソナルコーチを務めた。現役引退まで国内では圧倒的な強さを誇り、「女王」と呼ばれた。

## 来歴
小1でジャンプを始め、男子に混ざり活動。
中1で日本女子初のノーマルヒル飛行。
1994年、小樽工業高校へ進学。高2で日本女子初のラージヒル飛行。
1997年、北海道女子短期大学（のちに北翔大学短期大学部へ改称）へ進学。1年の時、インカレで史上初の女子ジャンパーとして参加（公開飛行として）、2年で史上初となる国際シリーズに高校の後輩でもある葛西賀子とともに参戦した。
卒業後は大学の職員を経て、2002年よりロイズコンフェクトに所属、同社初のジャンプ選手として活動する。
2007年シーズンをもってロイズスキー部が廃部となったため、同僚の渡瀬あゆみ、渡瀬弥太郎監督とともに新天地を探していたが、8月4日にアスリートの視力矯正手術を北海道にも広めたい意図のあった神戸クリニック（現・神戸神奈川アイクリニック）への所属がこの2人共々正式に決定した。同チームは8月28日に札幌でフライングガールズというチーム名を発表した。
翌年2008年夏にコンチネンタルカップ（当時最高峰の大会）にて日本選手初の優勝を飾る。
史上初めて女子ジャンプが開催された2009年のノルディックスキー世界選手権（チェコ：リベレツ）では、25位と惨敗。同年3月5日、新聞報道に先駆けて自らのブログでこのシーズン限りでの現役引退を発表した。同3月21日、大倉山ジャンプ競技場での伊藤杯シーズンファイナル大倉山ナイタージャンプ大会に出場、現役最後の試合を優勝で飾った。
現役引退後は神戸クリニックスキー部の広報部に所属し、女子ジャンプの普及と発展に尽力している。
2010年4月8日、自身のブログで高校時代の同級生と結婚することを発表した。これにより氏家いずみと戸籍名が変わる。2011年8月には第1子となる男児の出産をブログで報告した。
氏家姓となった現在でも山田いずみ名義でテレビ解説などで女子ジャンプの普及に向けた活動を続けている。
2013年5月29日、日本人女性として初となる全日本スキー連盟（女子ジャンプ日本代表）のコーチに就任し、2019-20シーズンまで務めた。

## 主な国際大会競技成績
- 2004-2005　FISスキージャンプ・コンチネンタルカップレディース総合17位
- 2005-2006　FISスキージャンプ・コンチネンタルカップレディース総合13位
- 2006-2007　FISスキージャンプ・コンチネンタルカップレディース総合10位
- 2007-2008　FISスキージャンプ・コンチネンタルカップレディース総合17位
- 2008-2009　FISスキージャンプ・コンチネンタルカップレディース総合15位
  - 2008.08.17　ビショフスホーフェンHS78 優勝
- 2009年ノルディックスキー世界選手権　個人戦25位

### 日本国内での主な競技成績
- 2000.03.12(日) 第34回雪印杯全日本ジャンプ旭川大会　優勝
- 2000.12.16(土) 第31回名寄ピヤシリジャンプ大会　優勝
- 2000.12.17(日) 第16回吉田杯ジャンプ大会　優勝
- 2001.01.07(日) 第42回雪印杯全日本ジャンプ大会　優勝
- 2001.12.16(日) 第17回吉田杯ジャンプ大会兼第32回名寄ピヤシリジャンプ大会　優勝
- 2002.01.06(日) 第43回雪印杯全日本ジャンプ大会　優勝
- 2002.03.03(日) 第80回全日本スキー選手権大会ノーマルヒル　優勝
- 2002.12.15(日) 第18回吉田杯ジャンプ大会　優勝
- 2003.02.15(土) 第81回全日本スキー選手権大会ノーマルヒル兼第8回ＮＢＳ北野杯白馬ジャンプ大会　優勝
- 2003.12.13(土) 第34回名寄ピヤシリジャンプ大会　優勝
- 2003.12.14(日) 第19回吉田杯ジャンプ大会　優勝
- 2003.12.28(日) 第19回全道ノルディックスキー競技大会　優勝
- 2004.01.04(日) 第45回雪印杯全日本ジャンプ大会　優勝
- 2004.01.31(土) 第16回UHB杯ジャンプ大会　優勝
- 2004.02.01(日) 第15回TVh杯ジャンプ大会　優勝
- 2004.03.14(日) 第38回雪印杯全日本ジャンプ旭川大会　優勝
- 2004.12.12(日) 第35回名寄ピヤシリジャンプ大会兼第20回吉田杯ジャンプ大会　優勝
- 2004.12.28(火) 第20回全道ノルディックスキー競技大会　優勝
- 2005.01.08(土) 第46回雪印杯全日本ジャンプ大会　優勝
- 2005.01.22(土) 第17回UHB杯ジャンプ大会　優勝
- 2005.01.29(土) 第83回全日本スキー選手権大会ノーマルヒル兼第10回NBS北野杯ジャンプ大会　優勝
- 2005.12.18(日) 第21回吉田杯ジャンプ大会　優勝
- 2005.12.26(月) 第9回朝日町ノルディックスキー大会　優勝
- 2005.12.28(水) 第21回全道ノルディックスキー競技大会　優勝
- 2006.01.07(土) 第47回雪印杯全日本ジャンプ大会　優勝
- 2006.01.28(土) 第84回全日本スキー選手権大会ノーマルヒル　優勝
- 2006.01.29(日) 第47回NHK杯ジャンプ大会　優勝
- 2006.12.17(日) 第22回吉田杯ジャンプ大会　優勝
- 2006.12.25(月) 第10回朝日町ノルディックスキー大会　優勝
- 2006.12.28(木) 第22回全道ノルディックスキー競技大会　優勝
- 2007.01.20(土) 第18回TVh杯ジャンプ大会　優勝
- 2007.01.21(日) 第19回UHB杯ジャンプ大会　優勝
- 2007.01.28(日) 第48回NHK杯ジャンプ大会　優勝
- 2007.12.15(土) 第38回名寄ピヤシリジャンプ大会　優勝
- 2007.12.16(日) 第23回吉田杯ジャンプ大会　優勝
- 2007.12.25(火) 第11回朝日町ノルディックスキー大会　優勝
- 2007.12.28(金) 第23回全道ノルディックスキー競技大会　優勝
- 2008.01.05(土) 第49回雪印杯全日本ジャンプ大会　優勝
- 2008.01.13(日) 第2回STVカップ レディース スキージャンプ競技大会　優勝
- 2008.01.14(月) 第50回HBCカップジャンプ競技会　優勝
- 2008.01.19(土) 第20回UHB杯ジャンプ大会　優勝
- 2008.01.20(日) 第19回TVh杯ジャンプ大会　優勝
- 2008.01.27(日) 第86回全日本スキー選手権大会ノーマルヒル　優勝
- 2008.03.02(日) 第79回宮様スキー大会ラージヒル　優勝
- 2008.03.21(金) 第31回伊藤杯 宮の森ナイタージャンプ大会　優勝
- 2008.03.22(土) 第9回伊藤杯シーズンファイナル大倉山ナイタージャンプ大会　優勝
- 2009.01.04(日) 第50回雪印杯全日本ジャンプ大会　優勝
- 2009.01.17(土) 第50回NHK杯ジャンプ大会　優勝
- 2009.01.18(日) 第20回TVh杯ジャンプ大会　優勝
- 2009.01.24(土) 第21回UHB杯ジャンプ大会　優勝
- 2009.03.20(金) 第33回伊藤杯 宮の森ナイタージャンプ大会　優勝
- 2009.03.21(土) 第9回伊藤杯シーズンファイナル大倉山ナイタージャンプ大会　優勝